# Gamasiphis indicus
Gamasiphis indicus är en spindeldjursart som beskrevs av Asit K.Bhattacharyya 1978. Gamasiphis indicus ingår i släktet Gamasiphis och familjen Ologamasidae. Inga underarter finns listade i Catalogue of Life.